# Первый кабинет Ванханена
Первый кабинет Ванханена (фин. Vanhasen I hallitus, швед. Regeringen Vanhanen I) — 69-й кабинет министров Финляндии, который возглавлял премьер-министр Финляндии Матти Ванханен.
Кабинет министров был сформирован 24 июня 2003 года и закончил свои полномочия 19 апреля 2007 года.